# When You're Gone (Bryan Adams)
When You're Gone è una canzone scritta da Bryan Adams ed Eliot Kennedy e cantata dallo stesso Adams insieme a Melanie C, che debuttò proprio con questo singolo in qualità di solista dopo l'esperienza con le Spice Girls, gruppo di cui faceva parte in quegli anni.
Il singolo, nel 1998, ha raggiunto la posizione numero 3 nella classifica dei singoli britannica (Platino 676,947); ad' oggi sono oltre 1 200 000 copie vendute nel Regno Unito.

## Il singolo discografico
"When You're Gone" è stato scritto da Bryan Adams ed Eliot Kennedy durante la produzione dell'ottavo album in studio del primo On a Day Like Today. Adams inizialmente cercò la musicista americana Sheryl Crow per eseguire la canzone in duetto, ma non ricevette risposta da lei. Ha incontrato inaspettatamente Melanie C nell'ascensore di un hotel a Los Angeles, dove le ha chiesto di duettare in "When You're Gone".
(Bryan Adams)
Adams incontrò per la prima volta Melanie C nel programma televisivo britannico Top of the Pops, durante l'esibizione delle Spice Girls della loro canzone del 1996 Wannabe.
La canzone è stata registrata al The Warehouse Studio di Vancouver, Canada, da giugno ad agosto 1998, con Adams e Bob Rock che si sono occupati della produzione. Eliot Kennedy registrò la voce di Melanie C e la inviò allo studio canadese dove lavorava Adams, per essere inclusa nella canzone.
La canzone è tuttora interpretata nei concerti dal vivo di entrambi i cantanti. Per le sue esibizioni, Adams è solito chiamare sul palco una delle spettatrici per cantare la parte di Melanie C, mentre quest'ultima durante i suoi live si esibiva in un duetto con un chitarrista della sua band. Entrambi hanno inoltre reinciso la canzone: Adams per un il suo Anthology del 2005, insieme a Pamela Anderson, e con Melanie C per Classic Pt II e nella versione So Happy It Hurts (Super Deluxe), mentre Melanie C ha inserito una delle sue esibizioni live della canzone nel suo DVD Live Hits. 

## Video musicale e spettacoli dal vivo
Un video musicale di accompagnamento è stato diretto dal regista tedesco Marcus Nispel e pubblicato nel 1998. Raffigura Adams e Melanie C che corrono in giro per una casa.
"When You're Gone" viene spesso eseguito ai concerti di Adams come versione acustica, che sceglie un membro del pubblico per cantare la canzone insieme a lui. Melanie C includeva regolarmente "When You're Gone" nella scaletta dei suoi concerti dal vivo. L'8 gennaio 1999, Melanie C e Adams apparvero al Top of the Pops per eseguire "When You're Gone" in duetto. Adams ha eseguito "When You're Gone" nella prima settimana dello spettacolo dal vivo della terza stagione di The X Factor Australia nel settembre 2011. Nel novembre 2011, Adams è apparso a metà dell'esibizione della canzone da parte del gruppo dei concorrenti nell'ottava stagione di The X Factor UK. Melanie C ha eseguito "When You're Gone" con il cantante irlandese Nathan Carter nella seconda stagione di The Nathan Carter Show su RTÉ One nel novembre 2017.
Una nuova versione del video di "When You're Gone" è stato realizzato presso il Select Security Stadium di Widnes in Inghilterra, nel video è presente Melanie C, la quale era ospite del concerto di Adams.

## Tracce e formati
- UK CD

1. "When You're Gone" - 3:25
2. "Hey Baby" - 3:48
3. "When You're Gone" [Bryan Solo Version] - 3:25

- UK CD2

1. "When You're Gone" - 3:25
2. "I Love Ya Too Much" - 4:05
3. "What Does It Do To Your Heart" - 3:07

- UK Cassette

1. "When You're Gone" - 3:25
2. "Hey Baby" - 3:48

## Classifiche

### Classifiche settimanali
| Classifica (1998-1999) | Posizione massima |
| ---------------------- | ----------------- |
| Australia              | 4                 |
| Austria                | 14                |
| Belgio (Fiandre)       | 16                |
| Belgio (Vallonia)      | 20                |
| Canada                 | 12                |
| Danimarca              | 7                 |
| Europa                 | 5                 |
| Francia                | 37                |
| Germania               | 14                |
| Irlanda                | 3                 |
| Italia                 | 11                |
| Norvegia               | 6                 |
| Nuova Zelanda          | 15                |
| Paesi Bassi            | 6                 |
| Regno Unito            | 3                 |
| Regno Unito (physical) | 3                 |
| Svezia                 | 8                 |
| Svizzera               | 11                |

### Classifiche di fine anno
| Classifica (1998) | Posizione |
| ----------------- | --------- |
| Australia         | 70        |
| Regno Unito       | 45        |

| Classifica (1999) | Posizione |
| ----------------- | --------- |
| Australia         | 83        |
| Canada            | 36        |
| Germania          | 90        |
| Paesi Bassi       | 40        |
| Svezia            | 85        |